# شريف النوايشه
شريف النوايشه (21 ديسمبر 1987 -)، لاعب كرة قدم أردني. يلعب حالياً في صفوف نادي القادسية الكويتي معاراً من نادي نادي ذات راس الأردني.

## روابط خارجية
- شريف النوايشه على موقع Soccerway.com (الإنجليزية)
- شريف النوايشه على موقع كووورة